# Obadja Sforno
Obadia Sforno (Ōbadyāh ben Ya῾ăqōb עובדיה ספורנו; Cesena, 1470 o 1475 – Bologna, 1550) è stato un rabbino Medico italiano.
Oltre che come esegeta biblico, Sforno é un rabbino, filosofo e medico laureatosi alla Facoltà della Sapienza di Roma nel 1505. Fu la massima autorità giuridica della comunità ebraica italiana (Halakha) e pubblicò, prima in ebraico e poi in latino, un'opera dal titolo Or 'ammim (1537), ovvero Lumen Gentium (1548).
Fu il maestro di ebraico dell'umanista tedesco Johannes Reuchlin.

## Biografia
Ovadia ben Yaakov Sforno visse in un periodo in cui i rapporti tra ebrei e gentili furono travagliati, poco dopo l'Inquisizione spagnola e l'istituzione di leggi antisemitiche in Italia, a cui si aggiunge l'inimicizia papale. Ricevette una piena educazione religiosa e laica, si iscrisse all'Università di Roma, dove studiò filosofia, matematica e medicina. Si laureò medico nel 1501 e poi si trasferì a Bologna, dove fondò una yeshiva. Purtroppo, se i giovani anni di Ovadia Sforno furono caratterizzati da una convivenza relativamente pacifica dei due popoli, dovettero deteriorarsi tanto rapidamente quanto gravemente, cosa che si riflette negli scritti di Sforno.

### Processo del Talmud
Morì nel 1550, poco prima dell'applicazione delle leggi antisemite, tra cui la distruzione pubblica del Talmud nel 1553, col divieto di studiarlo. Gli ebrei italiani dovranno quindi concentrarsi sull'Ein Yaakov, opera che raccoglie tutti i passaggi aggadici del Talmud babilonese. Sebbene fosse considerato la massima autorità halachica in Italia, la sua fama è dovuta principalmente al suo commento biblico, noto ai posteri come lo Sforno.

### Lo Sforno, opera
I suoi commenti tentano di fornire una spiegazione diretta per il Testo. Tuttavia, troviamo tracce dei suoi interessi per la politica e la scienza, in particolare quella relativa alla medicina, inclusa la biologia. Nell'introduzione al suo commento, scrive che si sentiva obbligato a farlo perché:
La nostra gente vaga in terre straniere e concentra i suoi sforzi sull'accumulo di ricchezza, sentendo che li proteggerà dalle esigenze del loro paese. tempo. Ciò si traduce in uno stato in cui non hanno più tempo da dedicare ai miracoli e alla saggezza della nostra Torah, e li porta persino a dubitare della sua importanza, chiudendosi ai suoi insegnamenti perché non la comprendono correttamente.
Sebbene lo Sforno sia figlio del suo tempo, ed è pensato per gli ebrei del suo tempo, rimane molto attuale, tanto da essere stato ristampato e tradotto sia in inglese che in francese.